# فرودگاه ویورلی/لیک ویلیام واتر
فرودگاه ویورلی/لیک ویلیام واتر (به انگلیسی: Waverley/Lake William Water Aerodrome) یک فرودگاه خصوصی است. این فرودگاه در کشور کانادا قرار دارد و در ارتفاع ۱۸ متری از سطح دریا واقع شده است.